# Acalymma vittigerum
Acalymma vittigerum is een keversoort uit de familie bladkevers (Chrysomelidae). De wetenschappelijke naam van de soort werd in 1859 gepubliceerd door Carl Henrik Boheman.